# Lipovljani
Lipovljani (česky Lipovlany, slovensky Lipovľany, ukrajinsky Липовляни, Lypovlany, srbsky Липовљани, Lipovljani) je vesnice a sídlo stejnojmenné opčiny v Chorvatsku. Nachází se v Sisacko-moslavinské župě, asi 7 km severozápadně od Novsky a asi 13 km jihovýchodně od Kutiny. V roce 2011 žilo v Lipovlanech 2 260 obyvatel, v celé opčině pak 3 455 obyvatel. V celé opčině žije výrazná česká, slovenská a ukrajinská menšina; nejvíce Čechů žije v Lipovlanech a ve vesnici Krivaj.
V opčině se nacházejí celkem 4 obydlené vesnice.
- Kraljeva Velika – 471 obyvatel
- Krivaj – 307 obyvatel
- Lipovljani – 2 260 obyvatel
- Piljenice – 417 obyvatel

Opčinou prochází dálnice A3, na Lipovljani zde vede exit 9a. Na dálnici je též u Lipovlanů stejnojmenná odpočívka Lipovljani.